# Ат-Таи Лиллах
Абу́ Бакр Абду́л-Кари́м ат-Та́и’ (араб. أبو بكر عبد الكريم الطائع‎; 932—3 августа 1003) — халиф из династии Аббасидов, правивший с 974 по 991 год.

## Биография
Абдул-Карим ат-Таи родился в 932 году. Его отец был халифом аль-Мути, а матерью — невольница по имени Хезар (возможно, тюрчанка по происхождению). В 974 году, когда ат-Таи было 43 года, его отец отрекся от трона в его пользу.
Подобно своему отцу, ат-Таи влачил более чем ничтожное существование. В период правления халифа ат-Таи престиж Аббасидов упал настолько, что их даже начали хулить поэты. Он оказывал большое почтение Алидам. В 991 г. недовольные правлением халифа бунтовщики вошли во дворец и разграбили его. Буидский султан Баха ад-Даула заставил его отречься в пользу сына аль-Муттаки, Ахмада аль-Кадира. После отречения от трона ат-Таи оставался во дворце халифа аль-Кадира вплоть до своей смерти в 1003 году.